# Concilios de la provincia eclesiástica Bética
Los concilios de la provincia eclesiástica Bética son una serie de concilios que tuvieron lugar en la antigua provincia romana Bética, durante los siglos VIII y IX. Estos concilios fueron cinco: el de Sevilla de 784 y los celebrados en Córdoba en 839, 852, 860 y 862 respectivamente, todos ellos nacionales.
Tras la dominación musulmana (711), Hispania se fragmentó y convirtió en los Estados cristianos-hispánicos occidentales, los Estados hispanos-cristianos de oriente de la Península y el Estado de Al-Ándalus con las provincias Lusitania, Cartaginense y Bética que quedaron bajo dominación musulmana. Esta última provincia es donde tuvieron lugar estos concilios.
El primero, el Concilio de Sevilla de 784 fue de gran importancia europea y universal, y dio lugar a una serie de concilios ecuménicos, nacionales, provinciales, sínodos y conferencias teológicas en toda Europa con motivo de erradicar el conflicto surgido en Sevilla sobre el adopcionismo. Carlomagno, como rey franco, futuro emperador y máxima autoridad política de la Europa cristiana, se sintió llamado a intervenir dado que el tema afectaba al bien común de la cristiandad. Estos concilios ecuménicos que acontecieron a partir del Concilio de Sevilla de 784 fueron: el concilio de Narbona de 788, Ratisbona de 792, Toledo de 793, el general de Fráncfort de 794, al que asistió el mismo Carlomagno; el sínodo de Toledo de 795, concilio del Friul o de Aquileya de 796, Roma de 798 que pone fin a esta herejía, Urgel de 799 y la conferencia teológica de Aix-la-Chapelle (denominación francesa de Aquisgrán) de 799.
Los otros cuatro concilios se celebraron todos ellos en Córdoba en 839, 852, 860 y 862, con el fin de preservar en la Iglesia mozárabe su fe, su doctrina católica y la comunión entre sus prelados, debido a las herejías surgidas, todas ellas en Córdoba, al ser el centro de poder político, económico, social y cultural, por la intensa actividad que se desarrollaba en ella.
Estas herejías surgidas en la Bética fueron el adopcionismo, migecianismo, acefalismo, antropomorfismo y el hostegismo, con el fin de conciliar todas ellas las dos doctrinas: cristianismo e islam, originando dentro de la Iglesia dos corrientes opuestas, la de los rigoristas o fundamentalistas y la de los colaboracionistas con el poder islámico, provocando un cisma en la Iglesia.
Aparte de estas herejías surgió en el concilio de Córdoba de 852 un movimiento denominado el de los "mártires voluntarios de Córdoba", donde más de una cincuentena de personas hicieron manifestación pública de su fe ante las autoridades musulmanas, todo enfocado a preservar su religión y conservar la cultura, rituales y costumbres, siendo decapitados por el cadí, ante quien se presentaron, al incurrir en el delito de blasfemia contra el Profeta.
Es en Córdoba, con este episodio de los martirios voluntarios, donde nace el ideal de reforzar el germen de la reconquista en Hispania por los reinos cristianos del norte.